# Universimad

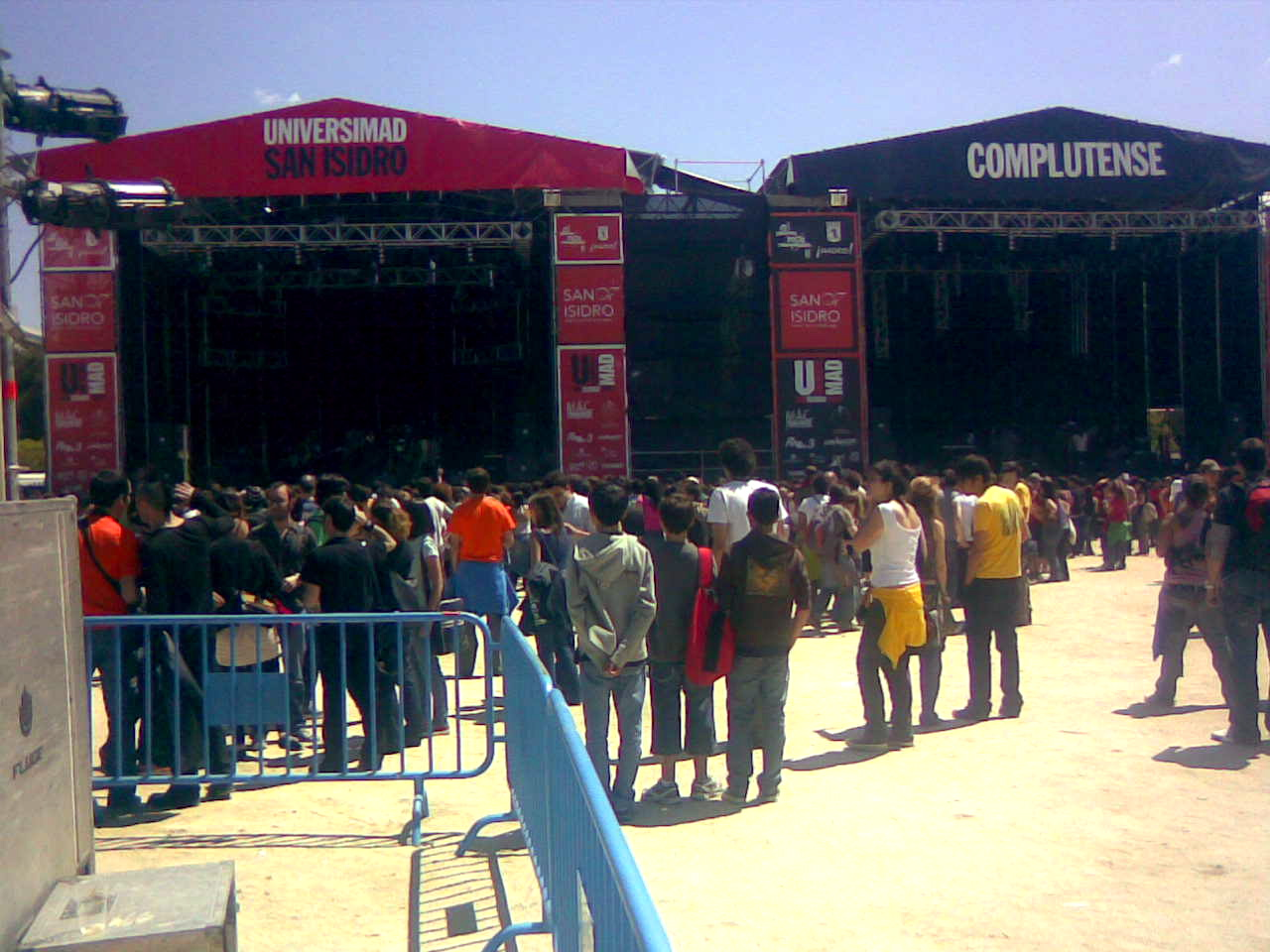
Vista general de los dos escenarios de Universimad San Isidro 2007, en la Universidad Complutense de Madrid.

Universimad es una propuesta desarrollada paralelamente a Festimad que cuenta con 4 ediciones hasta la fecha (2004-2007), y que se celebra el 15 de mayo, día de San Isidro, lo que ha implicado que también reciba el nombre de Universimad San Isidro.
Este festival pretende ampliar la oferta musical de Festimad ofreciendo una serie de conciertos que tienen lugar de 12 de la mañana a 12 de la noche en el Paraninfo de la Universidad Complutense de Madrid, siendo el acceso gratuito y mediante invitación.
Además, Universimad acoge desde su segunda edición a los Premios Rock Villa de Madrid, de forma que a los ganadores de dicho trofeo se les premia con tocar en el recinto de Universimad junto a otros grupos ya reconocidos.